# Gabala suffusa
Gabala suffusa är en fjärilsart som beskrevs av W. Warren 1913. Gabala suffusa ingår i släktet Gabala och familjen trågspinnare. Inga underarter finns listade i Catalogue of Life.